# Curt Ernst von Posern
Curt Ernst von Posern (* 5. September 1804 in Pulsnitz; † 8. August 1879 ebenda) war ein sächsischer Rittergutsbesitzer und Politiker.

## Leben
Curt Ernst von Posern stammt es dem sächsischen Adelsgeschlecht von Posern. Sein Vater war Wilhelm Ernst von Posern (1765–1836), Herr auf Waltersdorf und Wohla, Klostervogt des Klosters St. Marienstern sowie königlich-sächsischer Rittmeister. Seine Mutter war Johanne Henriette Eleonore geb. von Gersdorff (1781–1829), Besitzerin des Rittergutes Pulsnitz nebst zugehöriger Dörfer. Am 16. September 1828 heiratete er Mathilde von Carlowitz, Tochter des Hofrats und Landeskommissarius von Carlowitz auf Kleinbautzen. Er war ab 1827 Besitzer der elterlichen Rittergüter Pulsnitz und Waltersdorf. Unter ihm wurde der Landschaftspark um das Schloss Pulsnitz im englischen Stil erweitert. 1856 erwarb er zusätzlich das Rittergut Bretnig-Hauswalde von Karl Oskar Freiherr von Friesen.
Von 1833 bis 1876 gehörte Curt Ernst von Posern mit einer kurzen Unterbrechung in den Revolutionsjahren 1848/49  der I. Kammer des Sächsischen Landtags an. Auf dem ersten konstitutionellen Landtag 1833/34 war er Bevollmächtigter der Herrschaft Wildenfels. Ab dem Landtag 1836/37 gehörte er der Landtagskammer in der Klasse der Rittergutsbesitzer durch Königliche Ernennung an. Wie schon sein Vater war Curt Ernst von Posern Klostervogt des Klosters St. Marienstern.
Sein Sohn Georg von Posern (1844–1924) aus der Ehe mit Lina geb. von Schlegel (1813–1902) war ebenfalls Rittergutsbesitzer, Hofbeamter und Abgeordneter der I. Landtagskammer.